# Mahnomen
Mahnomen è una città degli Stati Uniti d'America, situata in Minnesota, nella contea di Mahnomen, della quale è il capoluogo.